# Ses plus grands succès (album de Joe Dassin)
Ses plus grands succès est une compilation de Joe Dassin, sortie en 2000.

## Liste des pistes
| 1.  | Les Champs-Élysées                                     | 2:39 |
| 2.  | Le Petit Pain au chocolat                              | 3:29 |
| 3.  | Guantanamera                                           | 2:54 |
| 4.  | Salut les amoureux                                     | 4:03 |
| 5.  | L'Équipe à Jojo                                        | 3:10 |
| 6.  | Et si tu n'existais pas                                | 3:30 |
| 7.  | La Fleur aux dents                                     | 2:11 |
| 8.  | Les Dalton                                             | 2:39 |
| 9.  | La Complainte de l'heure de pointe (À vélo dans Paris) | 1:52 |
| 10. | Marie-Jeanne                                           | 4:16 |
| 11. | Le Chemin de papa                                      | 2:29 |
| 12. | L'Amérique                                             | 2:26 |
| 13. | Siffler sur la colline                                 | 2:37 |
| 14. | La Demoiselle de déshonneur                            | 2:47 |
| 15. | Le Moustique                                           | 2:19 |
| 16. | Il était une fois nous deux                            | 3:57 |
| 17. | Ma bonne étoile                                        | 2:38 |
| 18. | Le Grand Parking                                       | 2:15 |
| 19. | Les Plus Belles Années de ma vie                       | 4:38 |
| 20. | Comme la lune                                          | 3:38 |
| 21. | Un lord anglais                                        | 2:55 |
| 22. | Vade retro                                             | 3:02 |
| 23. | Billy le Bordelais                                     | 4:07 |

| 1.  | L'Été indien                                    | 4:31 |
| 2.  | À toi                                           | 2:51 |
| 3.  | Cécilia                                         | 4:00 |
| 4.  | La Bande à Bonnot                               | 2:52 |
| 5.  | Dans les yeux d'Émilie                          | 3:45 |
| 6.  | Il faut naître à Monaco                         | 1:52 |
| 7.  | C'est la nuit                                   | 3:00 |
| 8.  | Ça va pas changer le monde                      | 3:04 |
| 9.  | Tellement bu, tellement fumé                    | 2:56 |
| 10. | Un cadeau de papa                               | 2:20 |
| 11. | Le Temps des œufs au plat                       | 2:53 |
| 12. | Ça m'avance à quoi?                             | 2:36 |
| 13. | The Guitar Don't Lie                            | 4:17 |
| 14. | Si tu t'appelles Mélancolie                     | 3:17 |
| 15. | Taka takata (La femme du Toréro)                | 2:37 |
| 16. | Excuse Me, Lady                                 | 2:29 |
| 17. | Mon village du bout du monde                    | 3:21 |
| 18. | Je change un peu de vent                        | 2:20 |
| 19. | Le Café des 3 colombes                          | 3:59 |
| 20. | Mé qué mé qué                                   | 2:37 |
| 21. | Le Dernier Slow                                 | 3:33 |
| 22. | Salut                                           | 3:19 |
| 23. | Taka takata (La femme du Toréro) (Remix Latino) | 3:26 |

## Classements
| Classement (2000)            | Meilleure position |
| ---------------------------- | ------------------ |
| Belgique (Wallonie Ultratop) | 9                  |
| Suisse (Schweizer Hitparade) | 62                 |